# Robot Overlords
Robot Overlords (intitulado originalmente Our Robot Overlords) (Brasil: Sob o Domínio dos Robôs / Portugal: A Supremacia dos Robots) é um filme independente britânico de ação, aventura e ficção científica, realizado por Jon Wright e produzido por Piers Tempest, que protagonizou Callan McAuliffe, Ben Kingsley e Gillian Anderson.
O filme foi lançado nos cinemas britânicos em 27 de março de 2015 e nos cinemas portugueses em 30 de julho de 2015.

## Elenco
- Callan McAuliffe[4] como Sean Flynn
- Ben Kingsley[4] como Robin Smythe
- Gillian Anderson[4] como Kate
- James Tarpey como Nathan
- Ella Hunt[5] como Alexandra
- Craig Garner como Mediador 452
- David McSavage como Donald
- Geraldine James como Monique
- Tamer Hassan como Wayne
- Steven Mackintosh como Danny
- Chloe Bompas como Poseidon
- Jonathan McAndrew

## Produção
As filmagens foram feitas no País de Gales, na Ilha de Man e Irlanda do Norte, no Castelo Carrickfergus. A banda sonora foi composta por Matan Zohar.

## Lançamento e recepção
O filme foi lançado em 27 de março de 2015 no Reino Unido, onde arrecadou £ 4,147. O site Den of Geek referiu-se ao filme como um "conto enganador de invasão despretensiosa". O jornal britânico The Daily Telegraph marcou o filme como tipicamente britânico, com seus demasiados personagens "valentes", mas achou o argumento curto e os robôs desajeitados e que remonta aos filmes anteriores de ficção científica: como um "episódio enferrujado de Doctor Who" com os Daleks invadindo Bedfordshire. O jornal The Guardian disse que o filme foi "barato e alegre". No Rotten Tomatoes, o filme tem uma classificação de 58%.

## Romance
A editora britânica Victor Gollancz Ltd adquiriu os direitos do filme para a publicação de um romance baseado nele. O romance foi publicado no Reino Unido em 12 de fevereiro de 2015, com um livro falado por Rupert Degas.